# Latimer House

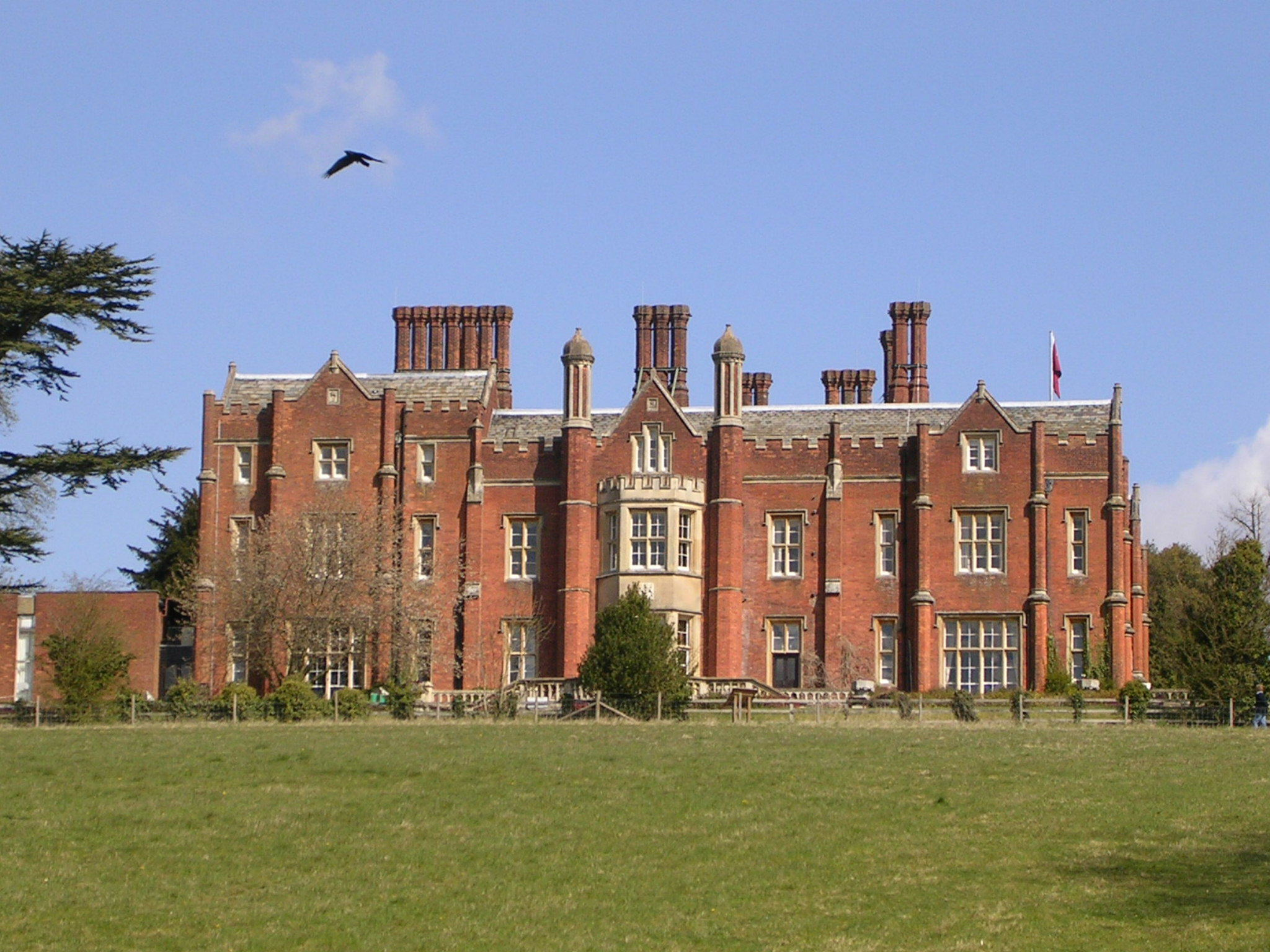
Latimer House 2008

Latimer House ist ein großes Englisches Landhaus in Latimer, Buckinghamshire in Südengland. Es wurde 1838 errichtet. Im Zweiten Weltkrieg wurden dort gefangene deutsche Offiziere und Soldaten verhört. Ab den 1950er Jahren war im Gebäude eine Militärakademie untergebracht. Heute ist es ein Landhotel für Hochzeiten und Konferenzen.

## Geschichte

### Zweiter Weltkrieg
Während des Zweiten Weltkrieges war das Haus ab August 1940 das Hauptquartier des IV. Korps und ein Zentrum geheimer Aktivitäten von MI5 und MI6. Es war auch eines von drei herrschaftlichen Häusern, in denen gefangene deutsche U-Boot-Besatzungen und Piloten der Luftwaffe zeitweise festgehalten wurden, bevor sie in konventionelle Kriegsgefangenenlager überstellt wurden.
Trent Park war das erste Verhörlager. Ab Herbst 1942 gerieten deutlich mehr Wehrmacht-Offiziere als zuvor in Kriegsgefangenschaft. Latimer House und Wilton Park wurden zum Belauschen „normaler“ Gefangenen aufgebaut; Trent Park war ab November 1942 das Lager für Langzeitverhöre von Generälen und Stabsoffizieren.
Heute gilt die Rolle von Latimer House im Zweiten Weltkrieg als ähnlich wichtig wie die von Bletchley Park. Die Umnutzung des Anwesens zu geheimen Zwecken wurde von Churchill persönlich angeordnet. Das Budget war unbegrenzt. Über 21 Millionen Pfund wurden ausgegeben. Leiter von Latimer war Colonel Thomas Kendrick, ein hochrangiger MI6-Offizier, der etwa tausend Mitarbeiter unter seinem Kommando hatte, darunter auch den Abhörer Fritz Lustig (1919–2017).
Im Laufe des Krieges kamen Tausende deutscher Kriegsgefangener, darunter auch Wehrmacht-Generäle, durch Latimer House. Briten hörten die Gespräche von über 10.000 deutschen Kriegsgefangenen ab und zeichneten sie in über 100.000 Transkripten auf, die heute in einem der Nationalarchive aufbewahrt werden.
In einem der mitgehörten Gespräche ging es um die Flugbombe V-1 und um die ballistische V2-Rakete. Die Informationen wurden an den Kriegs-Premierminister Winston Churchill gesendet, der häufig in Latimer House zu Gast war. Hitlers Generäle wurden oft auf dem Anwesen spazieren geführt, um ihnen Informationen zu entlocken. Viele wurden dazu eingesetzt, dem Gärtner beim Umgraben des Gemüsegartens des Anwesens zu helfen. Rudolf Heß, Hitlers Stellvertreter, der ranghöchste deutsche Gefangene, der jemals vom britischen Geheimdienst festgehalten wurde, soll in Latimer festgehalten worden sein. Im sogenannten M-Raum wurden private Gespräche zwischen deutschen Gefangenen und Generälen heimlich auf Tonband aufgezeichnet, um Kriegsgeheimnisse zu erfahren.
Colonel Kendrick war auch an der Ausbildung des OSS (Office of Strategic Services) für die USA beteiligt. Aus dem OSS ging später die CIA hervor. US-Botschafter John Gilbert Winant, der Joseph P. Kennedy (den Vater von John F. Kennedy) ablöste, wohnte ebenfalls auf dem Anwesen.